# Guerra d'Independència Turca
La Guerra d'Independència Turca —Kurtuluş Savaşı (turc), guerra d'alliberament— és un període de la història de Turquia que s'estén des de la derrota de l'Imperi Otomà a mans dels aliats a la Primera Guerra Mundial fins a la declaració de la República de Turquia el 29 d'octubre de 1923.
Com a resultat d'aquesta guerra, els nacionalistes turcs van fundar i constituir la moderna Turquia, i, per damunt de tot, van establir l'actual territori nacional turc d'acord amb el Tractat de Lausana. La guerra va suposar la derrota de Grècia a la Guerra greco-turca (1919-1922) amb la recuperació dels territoris que els grecs havien ocupat per l'oest de l'Imperi Otomà després de la Primera Guerra Mundial; també es varen recuperar amb la Guerra Turcoarmènia els territoris de l'Estat d'Armènia a l'est (2 de novembre de 1920 i que va acabar amb el Tractat d'Aleksandrópol).
El Tractat de Lausana, signat el 24 de juliol de 1923, i negociat per İsmet İnönü com a representant del govern d'Ankara, va establir la major part dels límits actuals del país (exceptuant la Província de Hatay que va ser cedida a Turquia per França el 1939, després de passar per un període de govern independent com a República de Hatay).

## Rerefons

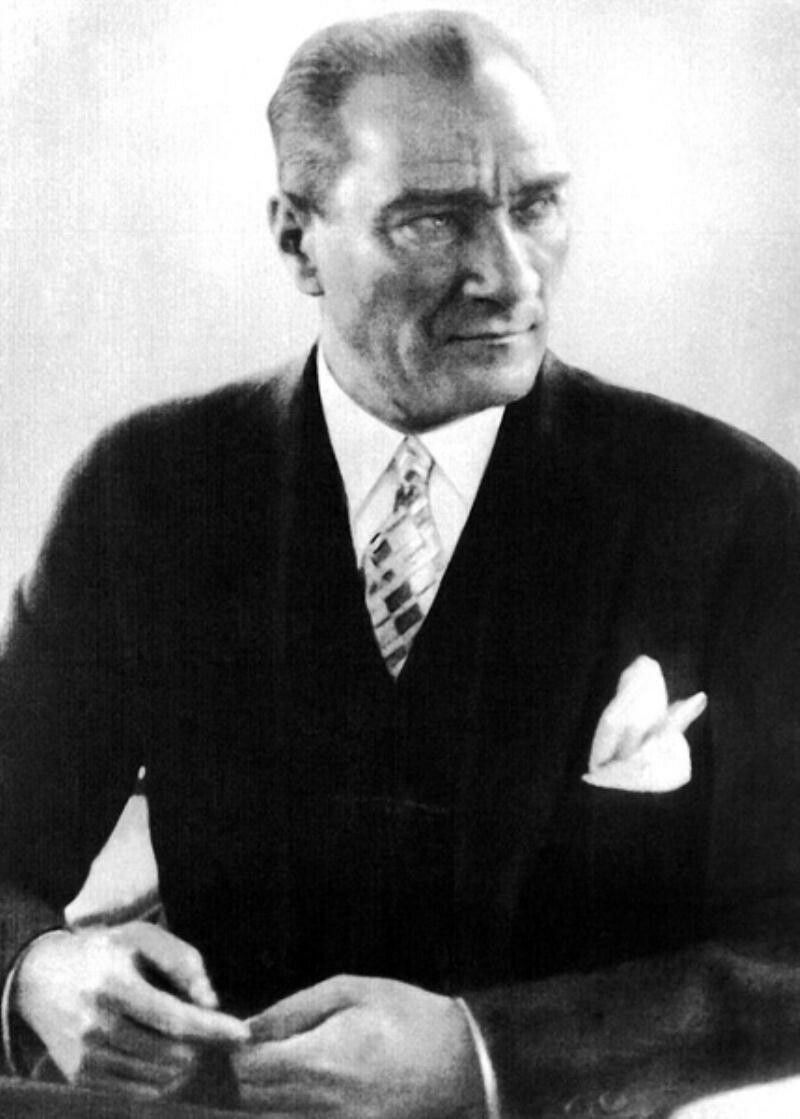
Mustafa Kemal Atatürk, líder dels nacionalistes turcs i primer president de Turquia

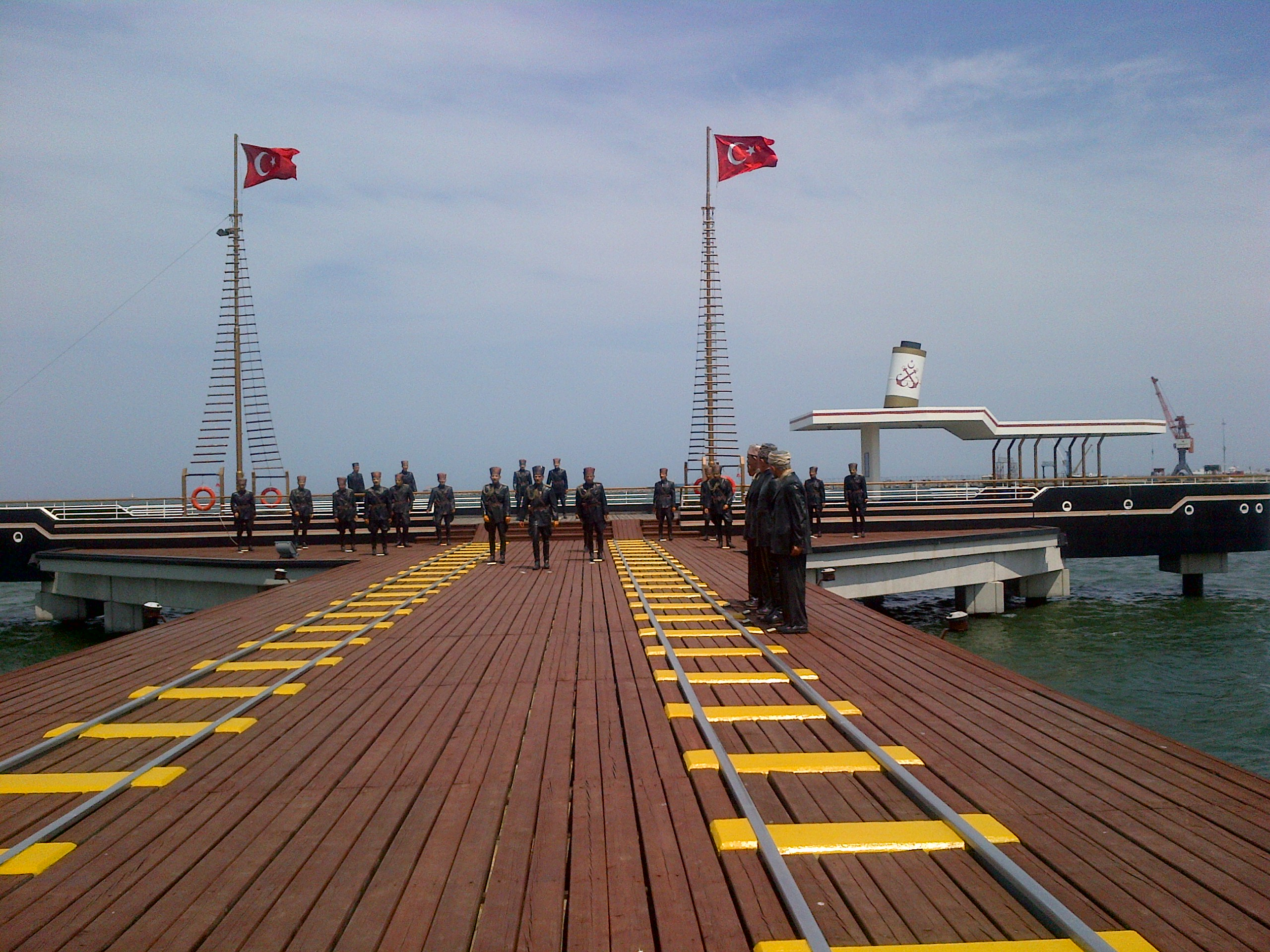
Mustafa Kemal i els seus companys d'armes surten a Samsun per a començar la Guerra d'Independència turca (representació).

Després de la Primera Guerra Mundial, i havent estat derrotat com les restants Potències Centrals, l'Imperi Otomà va ser fragmentat. Per la Conferència de Londres (1920) Esmirna va passar a Grècia, Antalya al Regne d'Itàlia i Cilícia a França.
El maig de 1919 el vapor Bandirma va entrar al port del Samsun. Mustafà Kemal «Paşa» (general) viatjava al vaixell, suposadament per a inspeccionar les tropes del IX Exèrcit (en les seves ordres figurava, per error, la inspecció del III Exèrcit, però de fet cap d'ells no existia més que damunt el paper), encara que el seu propòsit era un altre. En dirigir-se a una zona apartada de la capital, pretenia obtenir llibertat per constituir un exèrcit real, amb el qual podria acabar tant amb l'Imperi Otomà com amb l'ocupació. Els aliats només van trigar una setmana a adonar-se del que passava i van sol·licitar al Ministeri de Defensa Turc que cridés Mustafà Kemal a Constantinoble (actualment Istanbul). Aquest, com a heroi de guerra a la batalla de Gal·lípoli (1915) durant la Primera Guerra Mundial i pel seu nacionalisme, gaudia d'immenses simpaties en el ministeri, per la qual cosa aquest organisme va començar a donar llargues a la petició aliada encara que, finalment, van cedir. El 8 de juny de 1919, Mustafà Kemal va rebre un telegrama on se li ordenava la tornada. Kemal va respondre que cap vaixell no tenia combustible i que, per tant, lamentant-ho molt, es quedava on era. Atès que dedicava el seu temps a anar per les diferents poblacions d'Anatòlia pronunciant discursos de caràcter nacionalista, va ser destituït. Les poques forces armades que encara existien a Turquia van rebre l'ordre de detenir-lo. Però, en comptes de fer-ho, els generals Kazım Karabekir i Ali Fuat Cebesoy es van unir a ell.

Repartiment d'Anatòlia segons el Tractat de Sèvres, rebutjat per Kemal i els seus seguidors

En la Conferència de San Remo (abril de 1920) s'acordà que Tràcia passés a sobirania grega i també que els Dardanels i el Bòsfor fossin desmilitaritzats. L'11 d'agost de 1920 se signà el Tractat de Sèvres, segons el qual, Aràbia i Armènia obtenien la independència, el Kurdistan sota administració turca la seva autonomia, Egipte, Iraq i Palestina passaven a ser mandats del Regne Unit, Xipre es transformava en colònia britànica, i Síria (amb Alexandreta, avui İskenderun) passava a ser mandat francès. Tot això només suposava l'intent de legitimar un statu quo que ja existia perquè els aliats s'havien afanyat a ocupar militarment Turquia. Del malestar per aquesta ocupació en sorgiria un sentiment nacionalista que seria capitanejat per Mustafa Kemal Atatürk.

## Desenvolupament del conflicte

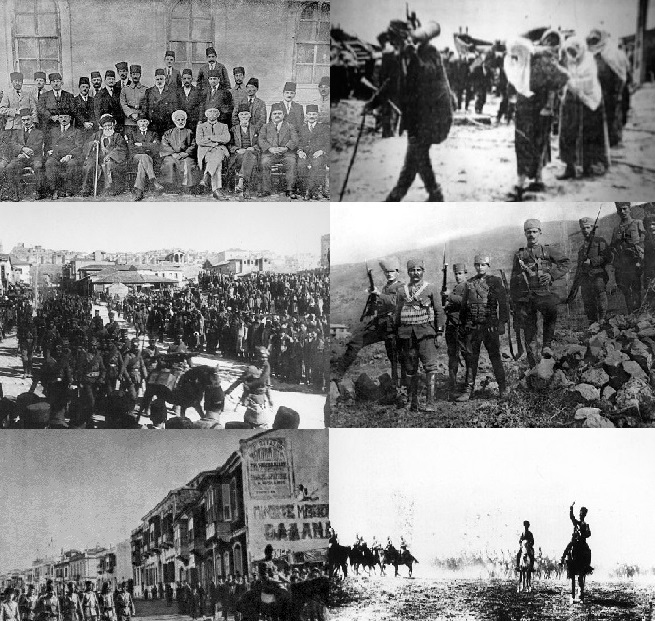
Imatges de la Guerra de la Independència.

El maig de 1919 els grecs van desembarcar a Izmir (Esmirna) i les atrocitats que van cometre van ser de tal magnitud que en tot el país van sorgir associacions antiocupació i de defensa dels drets del poble turc. Aquestes associacions reunides primer a Erzurum (23 de juliol de 1919) i després a Sivas (4 de setembre de 1919) van elegir com a president a Mustafà Kemal. En aquest segon congrés van acordar unir-se en la Societat per a la Defensa dels Drets d'Anatòlia i Rumèlia , germen del posterior Partit Republicà del Poble. A l'abril de 1920 els aliats dissolgueren la Cambra de Diputats a Istanbul i els parlamentaris que aconseguiren escapar es dirigiren a una localitat en la qual Mustafà Kemal havia fixat el seu quarter general, Ankara. Allà se celebra la Gran Assemblea Nacional en la qual fou elegit novament com a President. A partir d'aquest moment hi hagué dos governs a Turquia, el del Sultà Mehmet VI a Istanbul i el de Mustafà Kemal a Ankara. Mustafà Kemal fou condemnat a mort, però, novament, ningú no estigué disposat a obeir aquesta ordre.
No obstant això, la situació de Kemal estava lluny de ser bona. Els seus seguidors no eren un grup homogeni (hi havia intel·lectuals, grups religiosos, militars, ultranacionalistes ... cadascun amb els seus propis interessos) i no tenia més forces armades que bandes desorganitzades la lleialtat de les quals era més que dubtosa. De convertir aquestes bandes en un exèrcit es va encarregar İsmet İnönü Bey.

### Front oriental
Els primers enfrontaments per a recuperar el territori perdut a la Primera Guerra Mundial es va produir entre la República Democràtica d'Armènia i els revolucionaris del Moviment Nacional Turc comandats per Kazım Karabekir, i va transcórrer entre el 23 de setembre i el 2 de desembre de 1920, i es va desenvolupar en gran part del nord-est de l'actual Turquia i al nord-oest d'Armènia.
El conflicte es va resoldre a favor dels turcs acabant així amb el seu estat independent d'Armènia, que es va dividir en Armènia Oriental, convertida en una de les Repúbliques de l'URSS, i Armènia Occidental, que tornà a Turquia, tal com s'acordà al Tractat d'Aleksandrópol, pel nom de la ciutat on es va signar.
Entre 1920 i 1921 els nacionalistes turcs acabaren amb el nacionalisme armeni amb mà dura, massacrant milers de persones i obligant la resta a fugir als països veïns en llargues marxes. Després de diverses lluites amb els francesos, especialment en Aintab (avui Gaziantep), aquests últims abandonaren la seva ocupació militar (Tractat de Kars).

### Front occidental

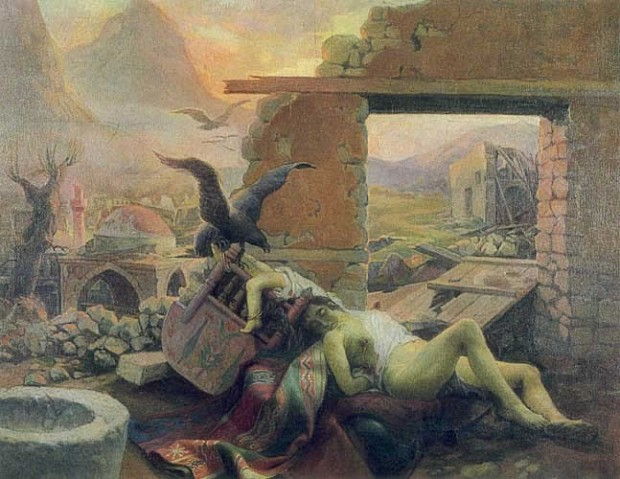
Kara Gün (El Dia Negre) per Hüseyin Avni Lifij.

Les recentment formades Forces Armades derrotaren els grecs en les Batalles d'İnönü (que va transformar a İsmet Bey en İsmet İnönü) i Sakarya (1921).
El 1922 acabà la Guerra Greco-turca amb la victòria dels turcs en la batalla de Dumlupınar (26 al 30 d'agost de 1922). Els nacionalistes turcs recuperaren Esmirna (lloc on es produïren noves atrocitats). Mitjançant l'Armistici de Mudanya els grecs abandonaren també la Tràcia oriental.

## Conseqüències
El Sultanat desaparegué l'1 de novembre i Mustafà Kemal renegocià la pau amb els aliats al Tractat de Lausana (1923) en la qual s'acordà la retirada de totes les tropes d'ocupació i el nou statu quo amb l'annexió a Turquia de l'Armènia occidental. Turquia assumí la pèrdua de l'Imperi Otomà (posteriorment, entre 1925 i 1926, intentaria sense èxit recuperar la província iraquiana de Mossul) però evità de pagar les indemnitzacions de guerra. La major part de les minories grega a Turquia i turca a Grècia van ser expulsades i deportades a Grècia i Turquia respectivament, obligades per l'acord per a l'intercanvi de poblacions entre Grècia i Turquia (1923).